# Stazione di Jena Ovest
La stazione di Jena Ovest (in tedesco Jena West) è una stazione ferroviaria della città tedesca di Jena, lungo la linea Weimar-Gera.